# Ragnar Skanåker

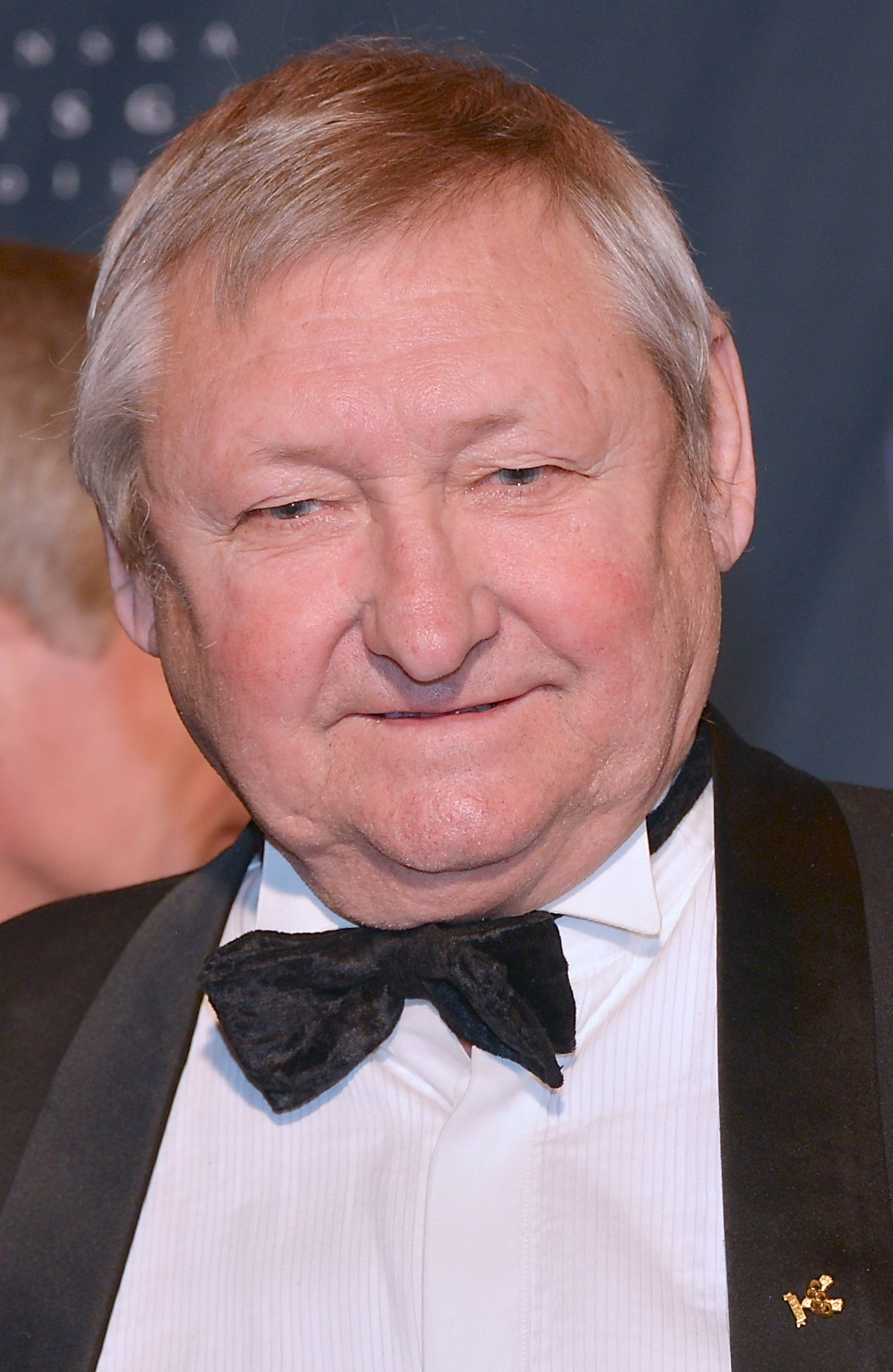
Ragnar Skanåker 2013.

Karl Ragnar Skanåker (* 8. Juni 1934 in Stora Skedvi, Gemeinde Säter) ist ein schwedischer Sportschütze.

## Biografie
Ragnar Skanåker wurde ursprünglich als Ragnar Eriksson auf einem Bauernhof in Mittelschweden geboren. Er übernahm jedoch nicht den Hof der Eltern, sondern trat der schwedischen Luftwaffe bei, wo er den Flugschein erwarb und Kampfpilot wurde. Er wurde dabei unter anderem auch bei UN-Missionen, wie z. B. 1960 in Zaire, eingesetzt. Zu dieser Zeit bekam er durch das Training mit der Militärpistole den ersten Kontakt mit dem Schießsport. 1965 beendete er seinen Militärdienst und eröffnete im südschwedischen Ängelholm eine Tankstelle. Hierzu nahm er den Namen Skanåker an, da ihm Eriksson zu geläufig erschien.
In Ängelholm begann er sich stärker mit dem Pistolenschießen zu beschäftigen und erreichte durch gezieltes Training, in die schwedische Nationalmannschaft aufgenommen zu werden. 1966 nahm Skanaker zum ersten Mal an einer Weltmeisterschaft teil und belegte den 66. Rang. 1972 konnte er zum ersten Mal an Olympischen Sommerspielen in München teilnehmen und wurde dort mit dem olympischen Rekord von 567 Ringen Olympiasieger mit der Freien Pistole. Im weiteren Verlauf seiner Karriere nahm Ragnar Skanåker bis 1996 noch an weiteren sechs Olympischen Spielen teil. Bei den Weltmeisterschaften in Caracas 1982 wurde Skanaker Weltmeister mit der Freien Pistole. Mit seinen insgesamt sieben Olympischen Spielen gehört Skanåker zu den Sportlern mit den meisten Teilnahmen überhaupt.

## Sportliche Erfolge

### Olympische Spiele
Nach Atlanta trat Skanåker aus der Nationalmannschaft zurück, nahm aber weiterhin an nationalen Meisterschaften und Wettkämpfen teil, die er auch meist noch gewann.
Für die Olympischen Spiele in Athen 2004 erklärte er seinen Rücktritt vom Rücktritt, doch das schwedische NOK hielt nicht sehr viel davon und wollte ihn nicht nominieren. Aufgrund seiner herausragenden Verdienste und seiner immer noch medaillenreifen Schießresultate erhielt er daraufhin von der ISSF eine Wildcard, die ihm einen Start in Athen ohne Qualifikation ermöglicht hätte. Das schwedische NOK machte ihm jedoch einen Strich durch die Rechnung, das ihn nicht in die schwedische Olympiamannschaft mit der Begründung aufnahm, ein Siebzigjähriger passe nicht mehr in eine Veranstaltung für die Jugend der Welt. Skanåker selbst nahm dies relativ gelassen hin und verwies auf eine erneute Chance 2008 in Peking.
Ragnar Skanåker gab seine große Erfahrung auch an verschiedene Waffenhersteller weiter. So wirkte er beim amerikanischen Hersteller Crosman bei der Konstruktion der Match-Luftpistole 88 und beim Schweizer Hersteller Morini bei der Entwicklung der Freien Pistole CM84E mit. Einige Jahre lang war Skanaker auch als Schütze in der Luftpistolen-Bundesliga für den Geestemünder Turnverein (GTV) in Bremerhaven tätig.
An den Olympischen Sommerspielen 2012 in London nahm er erstmals als Trainer teil. Er betreute den isländischen Pistolenschützen Ásgeir Sigurgeirsson.